# 존 힐리

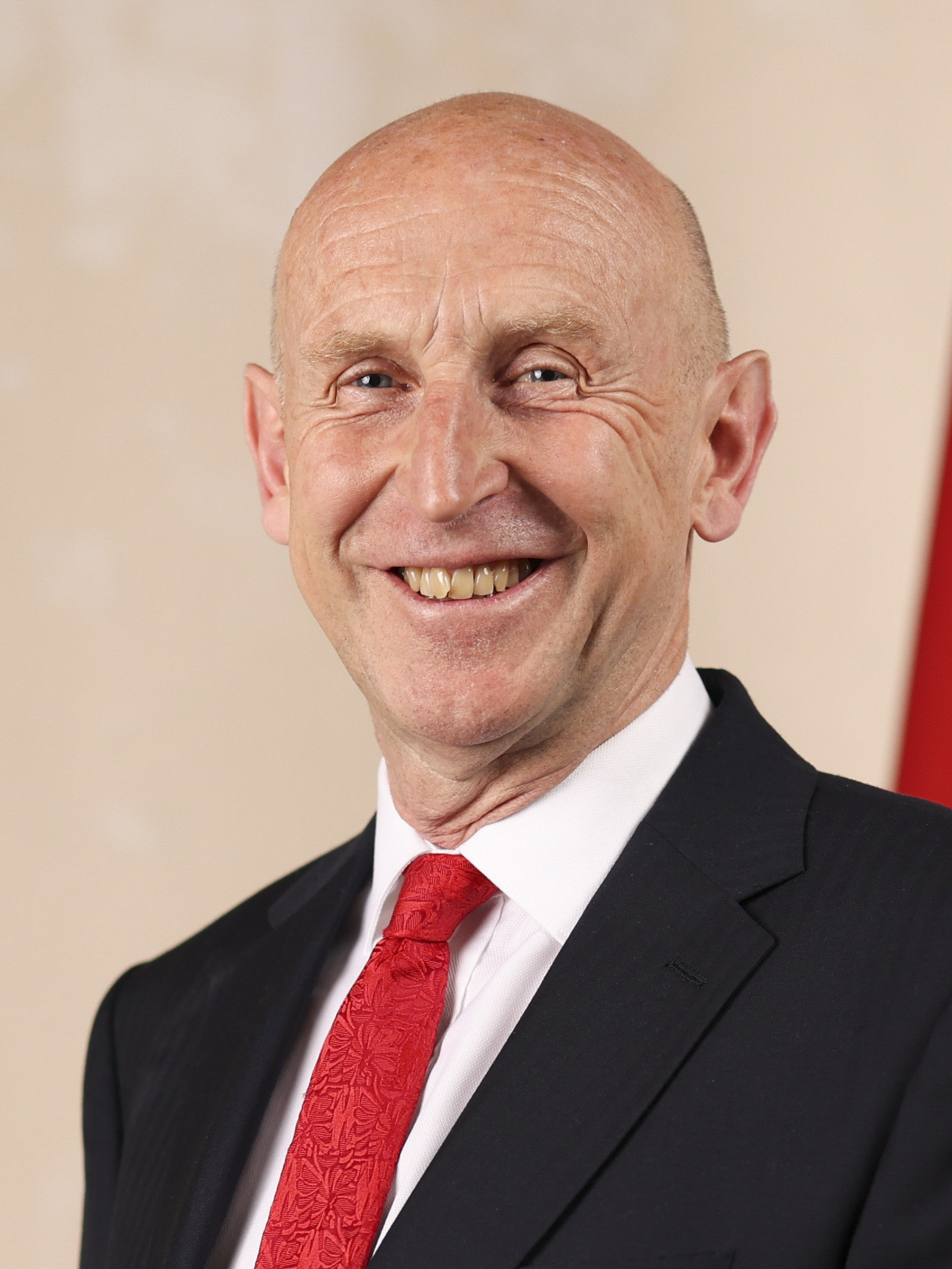
2024년 초상화

존 힐리(John Healey, 1960년 2월 13일 ~ )는 영국의 정치인으로 2024년 7월부터 국방부 장관을 역임했다. 노동당 의원이다.
힐리는 토니 블레어 총리 밑에서 2001년부터 2002년까지 성인 기술 담당 국무차관, 2002년부터 2005년까지 재무부 경제장관, 2005년부터 2007년까지 재무부 장관, 고든 브라운 밑에서 국무장관을 역임했다. 2007년부터 2009년까지 지방정부, 2009년부터 2010년까지 주택기획부 장관을 역임했다.
2010년 총선 이후 그는 예비 내각에 선출되었고 에드 밀리밴드에 의해 예비 보건 국무장관으로 임명되었다. 2011년 10월 그 자리에서 물러났고 앤디 번햄이 그 자리를 계승했다. 또한 2016년부터 2020년까지 제러미 코빈 휘하에서 주택 부문 예비 국무장관을 역임했으며, 커뮤니티 및 지방 정부 예비 국무장관인 앤드류 그윈과 함께 일했다.